# أحمد الخميس
أحمد الخميس (18 أبريل 1985 -)، ممثل وكاتب كويتي. بدايته الفنية كانت في مسلسل الوزيرة.

## أعماله الفنية

### من المسلسلات
| سنة الإنتاج | المسلسل                  | بمشاركة             |
| ----------- | ------------------------ | ------------------- |
| 2007        | الوزيرة                  | عالية شعيب          |
| 2008        | شر النفوس                | نايف الراشد         |
| 2009        | شر النفوس - الجزء الثاني | نايف الراشد         |
| 2010        | شر النفوس - الجزء الثالث | عبد الإمام عبد الله |
| 2011        | اسرار القلوب             | عبد الإمام عبد الله |
| 2012        | درب الوفا                | عبد الإمام عبد الله |

### التاليف
- اسرار القلوب - قصة وسيناريو وحوار.

## روابط خارجية
- أحمد الخميس على موقع قاعدة بيانات الأفلام العربية